# Technomyrmex arnoldinus
Technomyrmex arnoldinus är en myrart som beskrevs av Auguste-Henri Forel 1913. Technomyrmex arnoldinus ingår i släktet Technomyrmex och familjen myror. Inga underarter finns listade i Catalogue of Life.